# Mounir Boukadida
Mounir Boukadida (ur. 24 października 1967 w Sousse) – tunezyjski piłkarz, reprezentant kraju grający na pozycji obrońcy.

## Kariera klubowa
Swoją przygodę z futbolem rozpoczął w 1987 w klubie Étoile Sportive du Sahel. W barwach tego zespołu odniósł największe sukcesy w karierze piłkarskiej. Zdobył Mistrzostwo Tunezji w 1997 oraz Puchar Tunezji w 1996. Dwukrotnie docierał do finału tych rozgrywek w latach 1991 i 1994. Druzyna Étoile z Boukakidą w składzie odniosła także sukcesy na arenie międzynarodowej. Największym z nich było zdobycie Pucharu Zdobywców Pucharów Afryki w 1997. Dwukrotnie sięgał wraz z zespołem po Puchar CAF w latach 1995 i 1999. Boukadida wygrał także Superpuchar Afryki w 1998. Łącznie przez 12 lat gry w Étoile wystąpił w 182 spotkaniach, w których strzelił 9 bramek.
W 1999 wyjechał do Niemiec, gdzie podpisał kontrakt z klubem SV Waldhof Mannheim. W klubie tym przez cztery lata wystąpił w 64 spotkaniach. W 2003 zakończył karierę piłkarską.
| Sezon     | Klub                     | Kraj    | Rozgrywki             | Mecze | Bramki |
| --------- | ------------------------ | ------- | --------------------- | ----- | ------ |
| 1987/88   | Étoile Sportive du Sahel | Tunezja | CLP-1                 |       |        |
| 1988/89   | Étoile Sportive du Sahel | Tunezja | CLP-1                 |       |        |
| 1989/90   | Étoile Sportive du Sahel | Tunezja | CLP-1                 |       |        |
| 1990/91   | Étoile Sportive du Sahel | Tunezja | CLP-1                 |       |        |
| 1991/92   | Étoile Sportive du Sahel | Tunezja | CLP-1                 |       |        |
| 1992/93   | Étoile Sportive du Sahel | Tunezja | CLP-1                 |       |        |
| 1993/94   | Étoile Sportive du Sahel | Tunezja | CLP-1                 |       |        |
| 1994/95   | Étoile Sportive du Sahel | Tunezja | CLP-1                 |       |        |
| 1995/96   | Étoile Sportive du Sahel | Tunezja | CLP-1                 |       |        |
| 1996/97   | Étoile Sportive du Sahel | Tunezja | CLP-1                 |       |        |
| 1997/98   | Étoile Sportive du Sahel | Tunezja | CLP-1                 |       |        |
| 1998/99   | Étoile Sportive du Sahel | Tunezja | CLP-1                 |       |        |
| 1999/2000 | Étoile Sportive du Sahel | Tunezja | CLP-1                 |       |        |
| 1999/2000 | SV Waldhof Mannheim      | Niemcy  | 2. Fußball-Bundesliga | 17    | 0      |
| 2000/01   | SV Waldhof Mannheim      | Niemcy  | 2. Fußball-Bundesliga | 27    | 0      |
| 2001/02   | SV Waldhof Mannheim      | Niemcy  | 2. Fußball-Bundesliga | 20    | 0      |

## Kariera reprezentacyjna
Boukadida w pierwszej reprezentacji zadebiutował 7 listopada 1992 w meczu przeciwko reprezentacji Finlandii, zremisowanym 1:1. Boukadida zdobył w tym spotkaniu bramkę.
Został powołany na Puchar Narodów Afryki 1996, podczas którego Tunezja zajęła 2. miejsce. Sam zawodnik zagrał w czterech spotkaniach turnieju z Mozambikiem, Wybrzeżem Kości Słoniowej, Zambią oraz meczu finałowym z Południową Afryką.
Dwa lata później został powołany przez trenera Henryka Kasperczaka na Mistrzostwa Świata rozgrywane we Francji. Na turnieju zagrał w dwóch meczach fazy grupowej przeciwko Anglii oraz Rumunii.
Został powołany również na Puchar Narodów Afryki 2000, podczas którego Tunezja zajęła 4. miejsce. Boukadida zagrał w czterech spotkaniach turnieju przeciwko Nigerii, Maroko, Egiptu oraz meczu o 3. miejsce z Południową Afryką, przegranym po rzutach karnych 3:4.
Po raz ostatni w drużynie narodowej zagrał 31 stycznia 2002 w meczu rozgrywanym podczas Pucharu Narodów Afryki przeciwko Senegalowi, zremisowanym 0:0. Łącznie Mounir Boukadida w latach 1992–2002 wystąpił w 54 spotkaniach reprezentacji Tunezji, w których strzelił 4 bramki.
| Mecze i gole w reprezentacji | Mecze i gole w reprezentacji | Mecze i gole w reprezentacji | Mecze i gole w reprezentacji  | Mecze i gole w reprezentacji | Mecze i gole w reprezentacji | Mecze i gole w reprezentacji |
| #                            | Data                         | Miasto                       | Przeciwnik                    | Gol                          | Wynik                        | Rozgrywki                    |
| ---------------------------- | ---------------------------- | ---------------------------- | ----------------------------- | ---------------------------- | ---------------------------- | ---------------------------- |
| 1.                           | 07.11.1992                   | Tunis                        | Finlandia                     | Gol                          | 1:1                          | towarzyski                   |
| 2.                           | 10.01.1993                   | Béja                         | Bułgaria                      |                              | 3:0                          | towarzyski                   |
| 3.                           | 17.03.1993                   | Tunis                        | Szwajcaria                    |                              | 0:1                          | towarzyski                   |
| 4.                           | 17.10.1993                   | Tunis                        | Islandia                      |                              | 2:0                          | towarzyski                   |
| 5.                           | 02.01.1994                   | Akra                         | Ghana                         |                              | 1:1                          | towarzyski                   |
| 6.                           | 10.02.1994                   | Mdina                        | Słowenia                      |                              | 2:2                          | towarzyski                   |
| 7.                           | 12.02.1994                   | Mdina                        | Gruzja                        |                              | 0:2                          | towarzyski                   |
| 8.                           | 17.03.1994                   | Tunis                        | Niger                         |                              | 4:2                          | towarzyski                   |
| 9.                           | 05.11.1995                   | Tunis                        | Algieria                      |                              | 2:0                          | towarzyski                   |
| 10.                          | 07.11.1995                   | Tunis                        | Mauretania                    |                              | 2:1                          | towarzyski                   |
| 11.                          | 23.12.1995                   | Lusaka                       | Zambia                        |                              | 0:2                          | towarzyski                   |
| 12.                          | 03.01.1996                   | Rabat                        | Maroko                        |                              | 1:3                          | towarzyski                   |
| 13.                          | 08.01.1996                   | Ismailia                     | Egipt                         | Gol                          | 1:2                          | towarzyski                   |
| 14.                          | 16.01.1996                   | Port Elizabeth               | Mozambik                      |                              | 1:1                          | PNA 1996                     |
| 15.                          | 25.01.1996                   | Port Elizabeth               | Wybrzeże Kości Słoniowej      |                              | 3:1                          | PNA 1996                     |
| 16.                          | 31.01.1996                   | Durban                       | Zambia                        |                              | 4:2                          | PNA 1996                     |
| 17.                          | 03.02.1996                   | Johannesburg                 | Południowa Afryka             |                              | 0:2                          | PNA 1996                     |
| 18.                          | 26.05.1996                   | Tunis                        | Senegal                       |                              | 2:0                          | towarzyski                   |
| 19.                          | 02.06.1996                   | Kigali                       | Rwanda                        |                              | 3:1                          | El. MŚ 1998                  |
| 20.                          | 16.06.1996                   | Tunis                        | Rwanda                        |                              | 2:0                          | El. MŚ 1998                  |
| 21.                          | 06.10.1996                   | Tunis                        | Sierra Leone                  |                              | 2:0                          | El. PNA 1998                 |
| 22.                          | 10.11.1996                   | Akra                         | Liberia                       |                              | 1:0                          | El. MŚ 1998                  |
| 23.                          | 26.01.1997                   | Konakry                      | Gwinea                        |                              | 0:1                          | El. PNA 1998                 |
| 24.                          | 27.04.1997                   | Tunis                        | Liberia                       |                              | 2:0                          | El. MŚ 1998                  |
| 25.                          | 31.05.1997                   | Tunis                        | Algieria                      |                              | 0:1                          | towarzyski                   |
| 26.                          | 08.06.1997                   | Kair                         | Egipt                         |                              | 0:0                          | El. MŚ 1998                  |
| 27.                          | 01.10.1997                   | Tunis                        | Australia                     |                              | 0:3                          | towarzyski                   |
| 28.                          | 05.11.1997                   | Tunis                        | Bośnia i Hercegowina          |                              | 2:1                          | towarzyski                   |
| 29.                          | 02.05.1998                   | Susa                         | Gruzja                        |                              | 1:1                          | towarzyski                   |
| 30.                          | 31.05.1998                   | Montélimar                   | Chile                         |                              | 2:3                          | towarzyski                   |
| 31.                          | 15.06.1998                   | Marsylia                     | Anglia                        |                              | 0:2                          | MŚ 1998                      |
| 32.                          | 26.06.1998                   | Saint-Denis                  | Rumunia                       |                              | 1:1                          | MŚ 1998                      |
| 33.                          | 04.10.1998                   | Tunis                        | Liberia                       |                              | 2:1                          | El. PNA 2000                 |
| 34.                          | 10.11.1998                   | Tunis                        | Łotwa                         |                              | 3:0                          | towarzyski                   |
| 35.                          | 22.01.1999                   | Algier                       | Algieria                      |                              | 1:0                          | El. PNA 2000                 |
| 36.                          | 28.02.1999                   | Tunis                        | Uganda                        | Gol                          | 6:0                          | El. PNA 2000                 |
| 37.                          | 10.04.1999                   | Kampala                      | Uganda                        |                              | 2:0                          | El. PNA 2000                 |
| 38.                          | 06.06.1999                   | Tunis                        | Algieria                      |                              | 2:0                          | El. PNA 2000                 |
| 39.                          | 16.10.1999                   | Tunis                        | Zjednoczone Emiraty Arabskie  |                              | 1:0                          | towarzyski                   |
| 40.                          | 22.12.1999                   | Sfax                         | Ghana                         |                              | 2:0                          | towarzyski                   |
| 41.                          | 07.01.2000                   | Tunis                        | Togo                          | Gol                          | 7:0                          | towarzyski                   |
| 42.                          | 23.01.2000                   | Lagos                        | Nigeria                       |                              | 2:4                          | PNA 2000                     |
| 43.                          | 29.01.2000                   | Lagos                        | Maroko                        |                              | 0:0                          | PNA 2000                     |
| 44.                          | 07.02.2000                   | Kano                         | Egipt                         |                              | 1:0                          | PNA 2000                     |
| 45.                          | 12.02.2000                   | Akra                         | Południowa Afryka             |                              | 2:2                          | PNA 2000                     |
| 46.                          | 11.06.2000                   | Tunis                        | Senegal                       |                              | 4:1                          | towarzyski                   |
| 47.                          | 18.06.2000                   | Abidżan                      | Wybrzeże Kości Słoniowej      |                              | 2:2                          | El. MŚ 2002                  |
| 48.                          | 28.06.2000                   | Tunis                        | Algieria                      |                              | 2:2                          | towarzyski                   |
| 49.                          | 08.07.2000                   | Tunis                        | Madagaskar                    |                              | 1:0                          | El. MŚ 2002                  |
| 50.                          | 17.06.2001                   | Tunis                        | Kenia                         |                              | 4:1                          | El. PNA 2002                 |
| 51.                          | 15.07.2001                   | Kinszasa                     | Demokratyczna Republika Konga |                              | 3:0                          | El. MŚ 2002                  |
| 52.                          | 30.12.2001                   | Tunis                        | Liberia                       |                              | 7:2                          | towarzyski                   |
| 53.                          | 11.01.2002                   | Tunis                        | Kamerun                       |                              | 0:1                          | towarzyski                   |
| 54.                          | 31.01.2002                   | Kayes                        | Senegal                       |                              | 0:0                          | PNA 2002                     |

## Sukcesy
Étoile Sportive du Sahel
- Mistrzostwo Tunezji (1): 1997
- Puchar Tunezji (1): 1996
- Finał Pucharu Tunezji (2): 1991, 1994
- Puchar Zdobywców Pucharów Afryki (1): 1997
- Puchar CAF (2): 1995, 1999
- Superpuchar Afryki (1): 1998

Tunezja
- Puchar Narodów Afryki 1996: 2. miejsce